# 島根県道323号池田中町線
島根県道323号池田中町線（しまねけんどう323ごう いけだなかまちせん）は、島根県隠岐郡隠岐の島町を通る一般県道である。

## 概要
隠岐郡隠岐の島町原田から隠岐郡隠岐の島町中町目貫の四に至る。

### 路線データ
- 起点：隠岐郡隠岐の島町原田（国道485号交点）
- 終点：隠岐郡隠岐の島町中町目貫の四（国道485号交点）

## 歴史
- 1995年（平成7年）4月4日 - 島根県告示第341号により認定される。

前身は島根県道251号国分寺線（1995年4月4日島根県告示第342号により廃止）と西郷町道だった。
- 2004年（平成16年）10月1日 - 隠岐郡のうち、島後地区の隠岐郡4町村（五箇村・西郷町・都万村・布施村）が対等合併して隠岐郡隠岐の島町が成立し、全区間が隠岐の島町域を通る路線になる。

## 地理

### 通過する自治体
- 隠岐郡隠岐の島町

### 交差する道路
| 交差する道路           | 交差する場所 | 交差する場所 |
| ---------------------- | ------------ | ------------ |
| 国道485号              | 原田         | 起点         |
| 島根県道47号西郷布施線 | 栄町         |              |
| 国道485号              | 中町目貫の四 | 終点         |

### 沿線
- 島根県立隠岐高等学校
- 島根県立隠岐養護学校
- 隠岐の島町立有木小学校
- 隠岐の島町立西郷小学校
- 隠岐の島町運動公園・隠岐の島町立総合体育館
- 西郷海上保安署
- 西郷測候所
- 西郷港
- 隠岐国分寺